# Charles Spencer King
Charles Spencer "Spen" King CBE, född 26 mars 1925, död 26 juni 2010, var en brittisk ingenjör och bildesigner.
King började som lärling hos Rolls-Royce Limited, innan han gick vidare till Rover vid slutet av andra världskriget. Där avancerade han till chef för utvecklingsavdelningen från 1959. King är mest känd för sin roll i utvecklingen av Range Rover. Efter bildandet av British Leyland fick han även ansvaret för Triumph och från 1979 var han utvecklingsansvarig för hela British Leyland.
King avled i sviterna av en cykelolycka.